# Cruzadismo

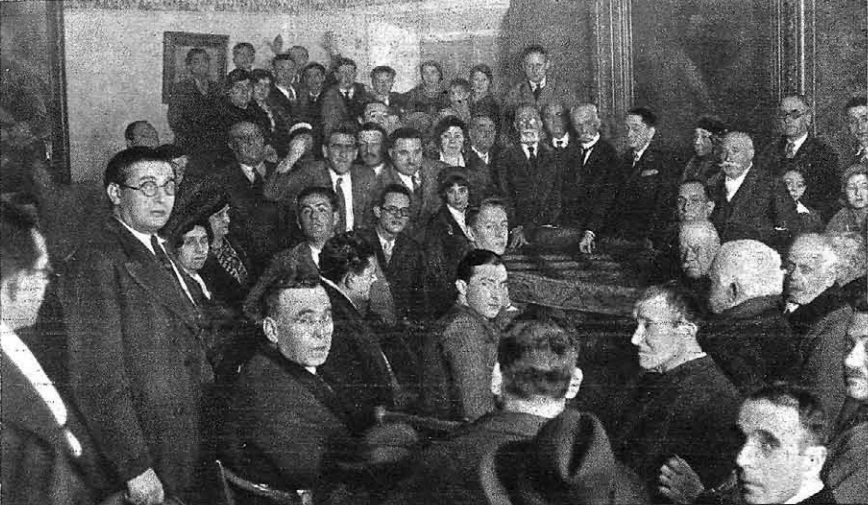
Inauguración del círculo carlista (cruzadista) de Madrid presidida por el veterano General Pérez Nájera (06/01/1933)

El Cruzadismo o «Núcleo de la lealtad» fue una corriente interna y posterior escisión de la Comunión Tradicionalista durante los años de la II República, conformada por antiguos militantes jaimistas que se agruparon alrededor de la línea editorial del periódico El Cruzado Español. 
Se caracterizó tanto por su negativa a cualquier tipo de aproximación a Don Juan de Borbón como por sus enfrentamientos con otros sectores tradicionalistas procedentes de los partidos mellista e integrista, o incluso del conservadurismo alfonsino. Destacó asimismo por su acercamiento al fascismo español.

## Historia
Tras la muerte prematura de Don Jaime sin descendencia, le sucedió como Caudillo de la Comunión Tradicionalista su tío Alfonso Carlos, también sin hijos, por lo que la dinastía carlista quedaba sin sucesor directo por vía masculina, de acuerdo con la ley sucesoria de 1713 (conocida como ley semisálica). Por entonces se produjo una importante recomposición organizativa y política del carlismo como consecuencia del retorno de los mellistas y los integristas. El Cruzado Español manifestó entonces que, si reconocían a la dinastía, integristas y mellistas podían unirse al jaimismo, porque «eran ramas de un mismo tronco, del frondoso árbol de la Tradición», y los recibieron con los brazos abiertos.
Sin embargo, en la nueva Junta Suprema Tradicionalista formada a principios de 1932 algunos antiguos jaimistas se sintieron marginados mientras que era impulsada una política de acercamiento al partido alfonsino Renovación Española. Si bien los cruzadistas admitían pactos electorales circunstanciales con los alfonsinos, no aceptaban una posible unión permanente con ellos en la que quedasen confundidas ambas causas. Se empezó a plantear la resolución del histórico pleito dinástico con el reconocimiento de Don Juan de Borbón como heredero de las dos ramas dinásticas, con la condición previa de que jurase lealtad a los principios tradicionalistas y rechazase el liberalismo. Militantes de la Comunión Tradicionalista y de Renovación Española empezaron a colaborar en la revista doctrinal Acción Española. De hecho, con motivo de las elecciones generales de 1933 ambas formaciones políticas establecerían un centro electoral: Tradicionalistas y Renovación Española (TYRE).

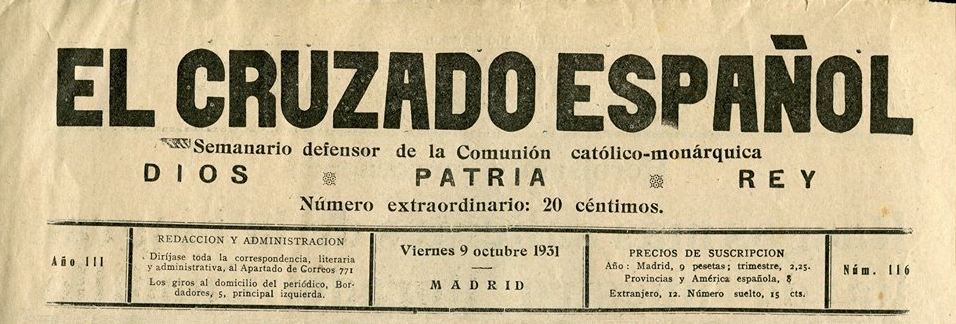
Cabecera de El Cruzado Español

El Cruzado Español planteó con urgencia el problema de la sucesión. Según los cruzadistas, en la aplicación de la Ley semisálica sólo debía tenerse en cuenta el tronco de Carlos V. La hembra más próxima al último rey reinante era según ellos Blanca de Borbón y Borbón-Parma, hija de Carlos VII y, por lo tanto, la sucesión debía pasar a los hijos de ésta. Los cruzadistas escogerían al Archiduque Carlos, sin tener en cuenta a sus hermanos mayores.
En febrero de 1932 los cruzadistas enviaron a Don Alfonso Carlos una representación en la que le pedían que hiciese una declaración descartando de manera rotunda a la dinastía liberal por «usurpadora». Don Alfonso Carlos contestó diciendo que el sucesor a la corona de España debía ser el que estableciese la ley y les advirtió que permaneciesen en la disciplina de la Comunión Tradicionalista. 
En las columnas de El Cruzado Español —que se consideraba heredero de El Correo Español, desaparecido diez años antes— llegó a decirse en mayo de 1932 que era preciso recordar que en el pasado el diario integrista El Siglo Futuro, bajo la dirección de Ramón Nocedal, había «ultrajado a Carlos VII, desconocido a Jaime I y denostado al periódico oficioso de ambos», por lo que tenía que reconocer sus errores, especialmente si El Siglo Futuro debía considerarse el nuevo «órgano de la Comunión».
El 16 de julio de 1932, el «augusto caudillo» de la Comunión dirigió un manifiesto a los tradicionalistas españoles, en el que afirmaba:

Parte de un grupo de Tradicionalistas exigía que yo nombrase mi sucesor. En cuanto a esto, declaro que no tengo el menor derecho a designarle, así como no lo tienen tampoco aquellas personas o aquellos periódicos que se empeñan en escogerle, obrando como para elegir a un presidente de república. Deberá suceder en mis derechos aquel a quien corresponda la legitimidad, según la Ley Sálica, y acepte nuestros principios fundamentales, jurando los fueros regionales.

Por su reiterada rebeldía, en octubre de 1932 Don Alfonso Carlos declaró que el periódico El Cruzado Español estaba expulsado de la Comunión Tradicionalista.
A partir de entonces, hubo ciertos enfrentamientos entre el sector escindido y el oficialista del Tradicionalismo. Por ejemplo, en las elecciones de 1933 los oficialistas rechazaron la inclusión del principal dirigente cruzadista, Jesús de Cora y Lira,  en la candidatura de la Unión Orensana de Derechas, para favorecer la de Urraca Pastor, arguyendo como pretexto el anterior posicionamiento de Cora a favor del Estatuto de Autonomía de Galicia.
El grupo cruzadista se aproximó a grupos filofascistas. En 1933 los editores de la revista JONS de las Juntas de Ofensiva Nacional-Sindicalista mantenían encuentros con los de El Cruzado Español en un café madrileño para corregir las pruebas y comentar los artículos. Lectores y colaboradores de El Cruzado Español como el Dr. Comas, Casariego y Gaztañaga, adheridos en torno al General Nájera (veterano de la tercera guerra carlista), se reunían todas las tardes junto a los redactores jonsistas, compartiendo amistad y diálogo con el grupo fascista que dirigía Ramiro Ledesma Ramos, de acuerdo con los testimonios del jonsista Juan Aparicio López y del cruzadista Jesús Evaristo Casariego. En Madrid, los cruzadistas tuvieron su círculo en un piso de la calle San Bernardo, número 2. Dicho círculo fue titulado carlista para evitar confusión con el otro círculo madrileño titulado tradicionalista. Estuvo presidido por Carlos de Elorza.
En mayo de 1935 los cruzadistas celebraron una asamblea en Zaragoza, presidida por Lorenzo Sáenz y Fernández Cortina y en representación de 30.000 afiliados, para designar al sucesor de Alfonso Carlos y señalaron como presunto sucesor a Carlos Pío de Habsburgo-Borbón. Esta asamblea fue desautorizada por Manuel Fal Conde y el propio Don Alfonso Carlos, que hizo un nuevo llamamiento a los cruzadistas para que se reintegraran a la Comunión, afirmando que podían estar seguros de que «jamás consentiré designar para mi sucesor a uno que no tenga todos los principios carlistas».
Al producirse la sublevación del 18 de julio de 1936, los cruzadistas se reintegraron en la Comunión Tradicionalista, pero se separarían de nuevo de ella en 1943 cuando Don Carlos Pío proclamó que tenía derecho a la Corona de España con el nombre de Carlos VIII. Este movimiento sería conocido como carloctavismo.